# بخش ال پروگرسو
بخش ال پروگرسو (به اسپانیایی: Departamento de El Progreso) یک منطقهٔ مسکونی در گواتمالا است که در گواتمالا واقع شده‌است. بخش ال پروگرسو ۱٬۹۲۲ کیلومتر مربع مساحت و ۱۷۶٬۶۳۲ نفر جمعیت دارد.